# Andyrobertsit
Andyrobertsit ist ein sehr selten vorkommendes Mineral aus der Mineralklasse der „Phosphate, Arsenate und Vanadate“. Es kristallisiert im monoklinen Kristallsystem mit der chemischen Formel KCd[Cu2+5(AsO4)4{As(OH)2O2}](H2O)2, ist also chemisch gesehen ein wasserhaltiges Kalium-Cadmium-Kupfer-Arsenat mit zusätzlichen Hydroxidionen.
Zum Zeitpunkt der Erstbeschreibung war lediglich eine Stufe mit Andyrobertsit bekannt. Das Mineral bildet darauf ein Aggregat aus überlappenden plättchenförmigen Kristallen von bis zu 0,1 mm × 5 mm × 10 mm Größe, die von einem gemeinsamen Zentrum aus radial angeordnet sind. Das ca. 1,4 cm × 1 cm große Mineralaggregat sitzt auf kupferhaltigem Adamin und zinkhaltigem Olivenit und wurde in der Tsumeb Mine, Namibia, gefunden.

## Etymologie und Geschichte
Die Typstufe des Andyrobertsits hatte, obwohl erst vor ca. 60 Jahren gefunden, zahlreiche Eigentümer. Diese sind, wie in der Typpublikation im Mineralogical Record nachzulesen ist, lückenlos dokumentiert. Der ursprünglich als Keyit fehlbestimmte Andyrobertsit wurde in den frühen 1950er Jahren in der „Tsumeb Mine“ gefunden und gehörte ursprünglich dem Bergbauingenieur Richard Baughart. Über mehrere Stationen, darunter eine bekannte US-amerikanische Universität, gelangte die Stufe schließlich im September 1996 als „zinkdefizitärer Keyit“ in den Besitz von William W. Pinch. Obwohl in diesem Mineral Cadmium, Kupfer und Arsen nachgewiesen wurden und die Phase damit Keyit chemisch durchaus ähnelte, hatte sie optisch nur wenig Ähnlichkeit mit Keyit. Zudem machten das fehlende Zink und die Anwesenheit von Kalium deutlich, dass ein neues Mineral vorliegt. Nach Abschluss der wissenschaftlichen Untersuchungen wurde das Mineral 1997 von der International Mineralogical Association (IMA) unter der Nummer „IMA 1997-023“ anerkannt und 1999 von Mark A. Cooper und Frank C. Hawthorne von der University of Manitoba in Winnipeg sowie William W. Pinch vom Royal Ontario Museum in Toronto und Joel D. Grice vom Canadian Museum of Nature in Ottawa im Sammlermagazin „The Mineralogical Record“ als Andyrobertsit beschrieben. Benannt wurde das Mineral nach dem kanadischen Mineralogen Andrew C. Roberts (* 1950) vom Geological Survey of Canada in Ottawa in Anerkennung seiner zahllosen Beiträge zur Mineralogie und seiner Unterstützung von vielen Sammlern auf der ganzen Welt.
Typmaterial des Minerals befindet sich in der Sammlung des zur Smithsonian Institution gehörenden National Museum of Natural History, Washington, D.C. (Sammlungs-Nr. 171847), sowie in der Sammlung des Royal Ontario Museum, Toronto, (Sammlungs-Nr. M47022, M47110).

## Klassifikation
Da der Andyrobertsit erst 1997 von der IMA anerkannt wurde, ist er in der seit 1977 veralteten 8. Auflage der Systematik der Minerale nach Strunz noch nicht verzeichnet. Einzig im zuletzt 2018 überarbeiteten und aktualisierten Lapis-Mineralienverzeichnis nach Stefan Weiß, das sich aus Rücksicht auf private Sammler und institutionelle Sammlungen noch nach dieser klassischen Systematik von Karl Hugo Strunz richtet, erhielt das Mineral die System- und Mineral-Nr. VII/D.25-35. In der „Lapis-Systematik“ entspricht dies der Klasse der „Phosphate, Arsenate und Vanadate“ und dort der Abteilung „Wasserhaltigen Phosphate mit fremden Anionen“, wo Andyrobertsit zusammen mit Attikait, Birchit, Braithwaiteit, Calcioandyrobertsit, Englishit, Epifanovit, Esperanzait, Goldquarryit, Lavendulan, Lemanskiit, Mahnertit, Sampleit, Shubnikovit und Zdeněkit eine eigenständige, aber unbenannte Gruppe bildet.
Die von der International Mineralogical Association (IMA) zuletzt 2009 aktualisierte 9. Auflage der Strunz’schen Mineralsystematik ordnet den Andyrobertsit ebenfalls in die Abteilung der „Phosphate usw. mit zusätzlichen Anionen; mit H2O“ ein. Diese ist allerdings weiter unterteilt nach der relativen Größe der beteiligten Kationen und dem Stoffmengenverhältnis der weiteren Anionen (OH etc.) zum Phosphat-, Arsenat- bzw. Vanadatkomplex (RO4), so dass das Mineral entsprechend seiner Zusammensetzung in der Unterabteilung „Mit großen und mittelgroßen Kationen; (OH usw.) : RO4 < 1 : 1“ zu finden ist, wo es zusammen mit Calcioandyrobertsit die nach ihm benannte „Andyrobertsitgruppe“ mit der System-Nr. 8.DH.50 bildet.
Auch die vorwiegend im englischen Sprachraum gebräuchliche Systematik der Minerale nach Dana ordnet den Andyrobertsit in die Klasse der „Phosphate, Arsenate und Vanadate“ und dort in die Abteilung der „Wasserhaltige Phosphate etc., mit Hydroxyl oder Halogen“ ein. Hier ist er zusammen mit Souzalith, Gormanit, Calcioandyrobertsit-1M und Calcioandyrobertsit-2O in der „Souzalithgruppe“ mit der System-Nr. 42.09.02 innerhalb der Unterabteilung „Wasserhaltige Phosphate etc., mit Hydroxyl oder Halogen mit (A)3(XO4)2Zq × x(H2O)“ zu finden.

## Chemismus
Mikrosondenanalysen an Andyrobertsit ergaben Mittelwerte von 4,00 % K2O; 1,36 % CaO; 6,48 % CdO; 31,72 % CuO; 0,19 ZnO; 0,64 % MnO; 47,58 % As2O5 und 4,44 % H2O. Daraus errechnete sich auf der Basis von 22
Anionen (einschließlich von zwei OH-Gruppen und zwei H2O-Gruppen) die empirische Formel K1,03(Cd0,61Ca0,30Mn0,11)Σ=1,02(Cu4,85Zn0,03)Σ=4,88(AsO4)4,04[As(OH)2O2](H2O)2, die zu KCdCu5(AsO4)4[As(OH)2O2](H2O)2 idealisiert wurde. Nach der Kristallstrukturbestimmung wurde die Formel mit KCd[Cu2+5(AsO4)4{As(OH)2O2}](H2O)2 angegeben.
Die Kristalle des Andyrobertsits zeigen eine intensive, oszillierende chemische Zonierung mit Cd-, Ca- bzw. Mn-dominanten Bereichen. Andyrobertsit ist das cadmiumdominante Analogon des calciumdominierten Calcioandyrobertsits, mit dem er eine lückenlose Mischkristallreihe bildet. Tatsächlich handelt es sich sogar um ein ternäres Mischkristallsystem mit einem als Mineral noch nicht beschriebenen mangandominanten Analogon zu Andyrobertsit und Calcioandyrobertsit. Die drei Kationen Cd, Ca und Mn sitzen in der Struktur der drei Phasen alle auf derselben Position.

## Kristallstruktur
Andyrobertsit kristallisiert monoklin in der Raumgruppe P21/m (Raumgruppen-Nr. 11) mit den Gitterparametern a = 9,8102 Å; b = 10,0424 Å; c = 9,9788 Å und β = 101,686° sowie zwei Formeleinheiten pro Elementarzelle.
In der Kristallstruktur des Andyrobertsits gibt es drei kristallographisch eindeutige As-Positionen, von denen jede durch As5+ in tetraedrischer Koordination eingenommen wird. Eine dieser As-Positionen wird durch zwei Sauerstoffatome und zwei (OH)-Gruppen koordiniert und bildet eine doppelt saure Arsenatgruppe {As(OH)2O2}. Es existieren vier kristallographisch eindeutige Cu-Positionen, von denen eine jede durch Cu2+ in quadratisch-pyramidaler Koordination eingenommen wird.
Daneben existiert eine kristallographisch eindeutige M-Position, die durch Cd, Ca und Mn2+, koordiniert durch vier O-Atome und zwei (H2O)-Gruppen in trigonal-prismatischer Anordnung, besetzt wird. Variationen in der Besetzung dieser Position führen zur Existenz der zwei miteinander verwandten Mineralspezies Andyrobertsit (cadmiumdominant) und Calcioandyrobertsit (calciumdominant). Die kristallographisch eindeutige K-Position wird durch Kalium besetzt und durch vier O-Atome, zwei (OH)-Gruppen und zwei (H2O)-Gruppen koordiniert, deren Anordnung einen verzerrten Würfel bildet.
Vier über ein zentrales Anion miteinander verknüpfte (CuO5)-Polyeder bilden eine [Cu4O13]-Gruppe. Die Anionen an der Basis dieser Gruppe sind über gemeinsame Ecken mit vier (AsO4)-Tetraedern verknüpft, welche mit einer fünften quadratischen (CuO5)-Pyramide verbunden sind.
Ein einzelnes (AsΦ4)-Tetraeder (Φ : unspezifiziertes Anion) ist mit dem zentralen Anion der [Cu4O13]-Gruppe verknüpft und bildet einen [Cu5(AsO4)4(AsΦ4)O9]-Cluster. Diese Cluster sind an den Scheitelpunkten von nicht-koplanaren 44-Netzen parallel (110) angeordnet. Durch gemeinsame Ecken bilden sie ein heteropolyedrisches Gerüst mit interstitiellen M- und K-Positionen (M = Cd, Ca, Mn2+, K = K) zwischen benachbarten 44-Netzen. Zwei der Anionen in der Struktur weisen anomal geringe inzidente Valenzbindungssummen auf.
Strukturell ist Andyrobertsit mit den Vertretern der Lavendulangruppe verwandt.

## Eigenschaften

### Morphologie
Andyrobertsit bildet bis 1,4 cm große Aggregate aus einander überlappenden plättchenförmigen Kristallen von bis zu 0,1 mm × 5 mm × 10 mm Größe, die eine radiale Anordnung von einem gemeinsamen Zentrum aus zeigen. Die trachtbestimmende Form der plattigen Kriställchen ist das Pinakoid {100}. Die Tracht des Minerals wird vervollständigt durch die Flächenformen {210}, {001}, {102} und {011}. Andyrobertsit und Calcioandyrobertsit bilden kristallographisch kontinuierliche, lamellar-blätterige Verwachsungen, in denen die einzelnen Lamellen nur wenige Mikrometer mächtig sind.

### Physikalische und chemische Eigenschaften
Andyrobertsit-Kristalle sind neonblau („electric blue“), ihre Strichfarbe ist dagegen immer blassblau. Die Oberflächen der durchscheinenden Kristalle zeigen einen starken glasartigen Glanz. Andyrobertsit besitzt eine hohe Licht- und eine mittelhohe bis hohe Doppelbrechung (δ = 0,037). Im durchfallenden Licht ist das Mineral grünlichblau und ohne Pleochroismus.
Andyrobertsit besitzt eine gute Spaltbarkeit parallel (100), bricht aufgrund seiner Sprödigkeit aber ähnlich wie Quarz oder Glas, wobei die Bruchflächen muschelig ausgebildet sind. Das Mineral weist eine Mohshärte von 3 auf und gehört damit zu den mittelharten Mineralen, die sich wie das Referenzmineral Calcit mit einer Kupfermünze ritzen lassen. Die gemessene Dichte für ein Kristallaggregat mit einer Zusammensetzung von 50 % Andyrobertsit und 50 % Calcioandyrobertsit beträgt 4,011 g/cm³.

## Bildung und Fundorte
Als sehr seltene Mineralbildung konnte Andyrobertsit bisher (Stand 2016) nur von einem Fundpunkt beschrieben werden. Seine Typlokalität ist die weltberühmte Cu-Pb-Zn-Ag-Ge-Cd-Lagerstätte der „Tsumeb Mine“ (Tsumcorp Mine) in Tsumeb, Region Oshikoto, Namibia, wo die Typstufe Anfang der 1950er Jahre wahrscheinlich im Bereich der ersten Oxidationszone gefunden worden ist. Mikrokristalline Mischungen aus Andyrobertsit und Stranskiit, die Risse in tennantitreichem Massivsulfiderz ausfüllen, sind aus dem Bereich der sogenannten dritten Oxidationszone bekannt geworden.
Andyrobertsit entsteht als typische Sekundärbildung in korrodierten Erzen in der Oxidationszone einer in Carbonatgesteinen sitzenden komplexen Cu-Pb-Zn-Lagerstätte. Cadmium, Kupfer und Arsen stammen dabei aus der Zersetzung primärer sulfidischer Erzminerale wie Sphalerit und Tennantit. Kalium, Mangan und Calcium wurden aus dem (carbonatischen) Nebengestein zugeführt. Auf der Typstufe sitzt das Andyrobertsit-Mineralaggregat auf kupferhaltigem Adamin (Cuproadamin) und zinkhaltigem Olivenit mit wenig Tennantit.
Früh gebildete Kristalle des kupferhaltigen Adamins an der Basis der Typstufe sind von später gebildetem zinkhaltigem Olivenit überwachsen und bilden die Matrix, auf der Andyrobertsit-Calcioandyrobertsit kristallisierte. Beide Minerale weisen eine komplexe chemische Zonierung (mit Cd, Ca und Mn) im Bereich weniger Mikrometer auf. Es existieren jedoch auch breitere Zonen über mehrere Zehner Mikrometer, die hauptsächlich auf eine Substitution Ca → Cd zurückzuführen sind. Die Variationen in der chemischen Zusammensetzung aller vier Minerale (Adamin, Olivenit, Andyrobertsit und Calcioandyrobertsit) deutet auf ein Fluid, das vor der Kristallisation von Andyrobertsit-Calcioandyrobertsit relativ zinkarm war. Es folgte ein Wechsel in den relativen Aktivitäten von Cd und Ca in den Lösungen, von Cd > Ca zu Ca > Cd während der Kristallisation von Andyrobertsit und Calcioandyrobertsit. Weitere Begleitminerale des Andyrobertsits sind nicht bekannt.

## Verwendung
Aufgrund seiner Seltenheit ist Andyrobertsit ausschließlich für Mineralsammler interessant.